# ローゼンメイデン・ウェブラジオ 薔薇の香りのGarden Party
ローゼンメイデン・ウェブラジオ 薔薇の香りのGarden Party（ローゼンメイデン・ウェブラジオ ばらのかおりのガーデンパーティ）は、ランティスウェブラジオにて配信されていたテレビアニメ「ローゼンメイデン」に関連するインターネットラジオ番組（アニラジ）である。
パーソナリティーは真紅役の沢城みゆきと桜田ジュン役の真田アサミ。
全17回で、2005年9月30日に最終週配信を終えた。2005年9月22日に、1 - 7回とCD版の録り下ろしトラックを加えた「『ローゼンメイデン・ウェブラジオ 薔薇の香りのGarden Party』 CDスペシャル」が発売された。また、「トロイメント」DVD1巻の初回限定版にも、特典CDがついている。

## 概要
- 配信サイト：ランティスウェブラジオ
- 配信日：第5回までは隔週金曜日、第6回から毎週金曜日に変更（2005年5月13日～9月30日）

## コーナー
アバン・ショートドラマ
冒頭に行われるミニドラマ。出演は真紅、ジュンの2人＋その回登場のゲストのキャラ（ただし第1回、第10回、第14回以降は真紅とジュンの2人のみ）
ローゼンメイデントロイメント裏企画室
ゲストとのフリートーク＆ふつおたコーナー。
ラジオ版 プチアリスゲーム
リスナー投稿のローゼンメイデンカルトクイズ。
情報コーナー

ジュンのもういい加減にしろっ!
リスナーの悩みやたまっていることをジュン役の真田が代弁する。
メール紹介コーナー

## 各回概要
| 放送回                      | ゲスト                                              | 今日の紅茶                 | プチアリスゲーム敗者     | デザート                                 |
| --------------------------- | --------------------------------------------------- | -------------------------- | ------------------------ | ---------------------------------------- |
| 第1回（2005年5月13日配信）  | 松尾衡（監督）                                      | バラ紅茶                   | 沢城みゆき               | マンゴープリン（糖朝）                   |
| 第2回（2005年5月27日配信）  | 野川さくら（雛苺 役）                               | そよ風の香り紅茶           | 野川さくら               | サクランボ（佐藤錦）                     |
| 第3回（2005年6月10日配信）  | 野川さくら（雛苺 役）                               | キャンディティー           | 野川さくら               | モンブラン（アンジェリーナ）             |
| 第4回（2005年6月24日配信）  | 桑谷夏子（翠星石 役）                               | アップルティーwithシナモン | 沢城みゆき               | フルーツサンドイッチ（千疋屋）           |
| 第5回（2005年7月8日配信）   | 桑谷夏子（翠星石 役）                               | メープルティー             | 沢城みゆき               | 東京杏仁（けしこ堂）                     |
| 第6回（2005年7月15日配信）  | 森永理科（蒼星石 役）                               | アイスティー               | 森永理科                 | 水羊羹（虎屋）                           |
| 第7回（2005年7月22日配信）  | 森永理科（蒼星石 役）                               | マスコットティー           | 沢城みゆき               | ショートケーキ（ドリチェマリリッシュ）   |
| 第8回（2005年7月29日配信）  | 力丸乃りこ（桜田のり 役）                           | オレンジペコ               | 真田アサミ               | 涼てまり（清閑院）                       |
| 第9回（2005年8月5日配信）   | 力丸乃りこ（桜田のり 役）                           | ピーチティー               | 真田アサミ               | ミルクレープ（ドゥリエール）             |
| 第10回（2005年8月12日配信） | ※1                                                  |                            | 沢城みゆき               | かき氷（ビーチハウス 白砂）              |
| 第11回（2005年8月19日配信） | 津久井教生（くんくん 役）                           | アールグレイ               | 真田アサミ               | クリームショコラ（オリジンーヌ・カカオ） |
| 第12回（2005年8月26日配信） | 田中理恵（水銀燈 役）                               | 夏摘みダージリン           | 沢城みゆき               | ゴマのシフォンケーキ（ドゥリエール）     |
| 第13回（2005年9月2日配信）  | 田中理恵（水銀燈 役）                               | バニラティー               | 沢城みゆき               | シカゴ（パティスリーマディ）             |
| 第14回（2005年9月9日配信）  | 志村由美（金糸雀 役）/後藤沙緒里（薔薇水晶 役）     | 緑茶（八女茶）             | 真田アサミ               | 葛切り（叶匠寿庵）                       |
| 第15回（2005年9月16日配信） | 宝野アリカ（ALI PROJECT）（OP担当）/kukui（ED担当） | 抹茶入り玄米茶             | ※2                       |                                          |
| 第16回（2005年9月23日配信） | PEACH-PIT（原作者）                                 | ガールズティー             | PEACH-PIT※3              | ブルーベリーチーズタルト（FLOW）         |
| 第17回（2005年9月30日配信） | 石井久美（キャラクターデザイン）/松尾衡（監督）     | キャラメルティー           | 真田アサミ＆沢城みゆき※3 | シュークリーム（きゃべつ）               |

- ※1：片瀬江ノ島東浜での公開録音（8月7日 ローゼンメイデン海の家）であるが、ゲスト無しの為、この回はパーソナリティ2人の対決。
- ※2：主題歌特集の為、プチアリスゲーム無し
- ※3：最終2回は個人戦ではなくパーソナリティの2人VSゲスト2人のチーム戦。